# Employer Branding
Employer Branding (dt. Arbeitgebermarkenbildung) ist eine unternehmensstrategische Maßnahme, bei der Konzepte aus dem Marketing – insbesondere der Markenbildung – angewandt werden, um ein Unternehmen insgesamt als attraktiven Arbeitgeber darzustellen und von anderen Wettbewerbern im Arbeitsmarkt positiv abzuheben (zu positionieren). Der Begriff taucht in der englischsprachigen Literatur erstmals 1996 im Fachartikel „The Employer Brand“ von Tim Ambler und Simon Barrow im Journal of Brand Management auf. Das Ergebnis von Employer Branding ist die Arbeitgebermarke (engl. Employer Brand), also die vom Unternehmen gezielt gestaltete Art und Weise, wie ein Unternehmen im Arbeitsmarkt als Arbeitgeber wahrgenommen wird. Insofern unterscheidet sich die Arbeitgebermarke vom Arbeitgeberimage, das eher historisch und primär durch Medieneinflüsse entstanden ist.
Das Ziel von Employer Branding besteht im Wesentlichen darin, aufgrund der erhofften Marketingwirkung die Effizienz der Personalrekrutierung als auch die Qualität der Bewerber dauerhaft zu steigern. Außerdem sollen Mitarbeiter durch eine höhere Identifikation und durch den Aufbau einer emotionalen Bindung langfristig an das Unternehmen gebunden werden.
Beispiele für rein imageorientierte Kampagnen in Deutschland sind die „Be-Lufthansa“-Kampagne von Lufthansa, die „are you automotivated?“-Kampagne von Continental oder die „Passion Wanted!“-Kampagne von McKinsey & Company Deutschland. Häufig zitierte und als Beispiele für Unternehmen verwendet, die in Deutschland erfolgreiche Employer-Branding-Prozesse aufgesetzt haben, sind Orthomol („Überzeugendes unternehmen“), MARS („Freedom takes courage. We take the courageous“), Capgemini sd&m („Substanz? Herzlich? Willkommen!“) sowie seit Anfang 2010 auch die Techniker Krankenkasse („Sind Sie das?“).
Die Idee der Arbeitgebermarke entstand in den späten 1990er Jahren als Reaktion auf die Verknappung talentierter und qualifizierter Fach- und Führungskräfte. Häufig wird die Arbeitgebermarke als Ansatz verstanden, der sich vorwiegend auf die Rekrutierung von Personal bezieht. Die Arbeitgebermarke wirkt jedoch weit darüber hinaus und schöpft noch ganz andere positive Effekte für Unternehmen ab, die in Deutschland jedoch noch weitgehend ungenutzt bleiben (anders in Großbritannien und USA, wo zahlreiche Studien signifikante Korrelationen zwischen strategisch fundierten Arbeitgebermarken und erhöhter Identifikation, organisationalem Commitment, Leistungsbereitschaft bis hin zur Senkung von Krankenstand und Bürodiebstahl festgestellt haben).
Die Herausforderung für Unternehmen besteht darin, im Rahmen der integrierten Kommunikation ein einheitliches Image sowohl an (potenzielle) Mitarbeiter, als auch an (potenzielle) Kunden und andere Stakeholder zu kommunizieren. Dies ist insbesondere dann besonders schwierig, wenn Unternehmen  unter einer Marke konkurrierende Images aufbauen möchten (bspw. an die Konsumenten ein Image günstiger Produkte durch Einsparungen und Rationalisierungen und an die Mitarbeiter ein Image von Arbeitsplatzsicherheit und hoher Entlohnung).

## Definition Employer Branding
In Fachartikeln und wissenschaftlichen Artikeln am häufigsten referenziert ist die Definition der Deutschen Employer Branding Akademie von 2006:
„Employer Branding ist die identitätsbasierte, intern wie extern wirksame Entwicklung und Positionierung eines Unternehmens als glaubwürdiger und attraktiver Arbeitgeber. Kern des Employer Brandings ist immer eine die Unternehmensmarke spezifizierende oder adaptierende Arbeitgebermarkenstrategie. Entwicklung, Umsetzung und Messung dieser Strategie zielen unmittelbar auf die nachhaltige Optimierung von Mitarbeitergewinnung, Mitarbeiterbindung, Leistungsbereitschaft und Unternehmenskultur sowie die Verbesserung des Unternehmensimages. Mittelbar steigert Employer Branding außerdem Geschäftsergebnis sowie Markenwert.“
Auch Stotz & Wedel (2009) exponieren die Definition der DEBA aus weiteren Begriffsdefinitionen und definieren Employer Branding außerdem als Teil des strategischen HRM, bei dem das Besondere des Unternehmens als Arbeitgeber erarbeitet, operativ umgesetzt und nach innen sowie außen kommuniziert wird.
Der Berufsverband Queb e. V. definiert Employer Branding hingegen etwas knapper:
„Employer Branding hat zum Ziel, in den Wahrnehmungen zu einem Arbeitgeber eine unterscheidbare, authentische, glaubwürdige, konsistente und attraktive Arbeitgebermarke auszubilden, die positiv auf die Unternehmensmarke einzahlt.“
Ein weiterer Aspekt ist die Entwicklung und Wirkungsweise der Sozialen Medien. Diese haben im Wettbewerb um Fachkräfte bereits eine wichtige Stellung eingenommen. Zum einen verändern sie die Mitarbeitersuche und das Personalmarketing. Zum anderen beeinflussen die Sozialen Medien die Arbeitgebermarke auch von außen.

## Methoden und Wirkungsbereiche desEmployer Branding
Ziel ist die Steigerung der Attraktivität des Unternehmens als Arbeitgeber durch
- Schaffung geeigneter Anreize zu Mitarbeitergewinnung (Recruiting)
  - E-Recruiting: Effiziente und transparente Bewerbungsmöglichkeiten
  - Candidate Experience: Bewerberfreundliche Gestaltung des Bewerbungsprozesses[3]
- Mitarbeiterbindung (Retention)
  - Horizontale Mitarbeiterbindung: Dem Mitarbeiter werden vielfältige Entwicklungsmöglichkeiten innerhalb seiner hierarchischen Eingruppierung bzw. Einstufung angeboten.
  - Vertikale Mitarbeiterbindung: Der Mitarbeiter erhält die Chance auf Zuwachs an Verantwortung bzw. Beförderung auf eine nächsthöhere Stufe der Hierarchie[4] im Rahmen definierter und transparenter Karrierepfade.
- Performance Management durch Anreizsysteme und faire Bewertung der individuellen und Teamleistungen im Rahmen des Leistungsmanagements
- Talentmanagement zur Sicherung der Besetzung kritischer Positionen
- Unternehmensimage/-marke (das mit dem Branding als Arbeitgebermarke in enger Wechselwirkung steht und dazu konsistent sein muss)[5]
- Attraktive Unternehmenskultur[6]
- Gestaltung des Arbeitsumfeldes (z. B. durch innovative Bürokonzepte, Möglichkeit zur Telearbeit)
- Work-Life-Balance
- Diversity Management als Teil gesellschaftlicher Verantwortung, aber auch des Erschließens weiterer Quellen für qualifiziertes Personal

In den letzten Jahren beeinflussen die Sozialen Medien die Wahrnehmung der Unternehmen als Arbeitgeber und werden gezielt zur Rekrutierung genutzt. Insbesondere Arbeitgeber-Bewertungen auf Portalen und Image-Bewertungen zahlen auf die Arbeitgebermarke ein, da diese von immer mehr Bewerbern zur Arbeitgeber- und Jobsuche aufgesucht werden. Inzwischen nutzt beispielsweise jeder fünfte Hochschulabsolvent solche Bewertungsportale, um sich eine Meinung über potentielle Arbeitgeber zu bilden. Als Reaktion darauf versuchen wiederum die Unternehmen ihre Arbeitgebermarke auf solchen Portalen mitzugestalten.

## Einflussfaktoren auf die Arbeitgebermarke
Folgende Aspekte sind beim Aufbau einer Arbeitgebermarke von Bedeutung:
- Identität und Werte des Unternehmens
- Werthaltigkeit und Attraktivität seiner Produkte
- Stärken des Unternehmens als Arbeitgeber (z. B. Gehalt, Kultur, Attraktivität der Produkte, Karrieremöglichkeiten usw.)
- Bedürfnisse und Anforderungen potentieller Arbeitnehmer (z. B. Gehalt, Kultur, Attraktivität der Produkte, Karrieremöglichkeiten usw.)
- Integrität der Arbeitgebermarke (kommunizierte, aber nicht vorhandene Eigenschaften oder Leistungen können Zweifel an der Integrität bewirken)
- Stärken der Wettbewerber im Arbeitsmarkt
- Aktuelles Image des Unternehmens als Arbeitgeber

Die Erwartungen der Zielgruppen, die man durch die Arbeitgebermarke erreichen möchte, an einen Arbeitgeber sind wichtige Indikatoren in der operativen Kommunikation der Arbeitgebermarke. Da diese sogenannten Bewerberpräferenzen oder Attraktivitätsmerkmale jedoch starken Schwankungen unterworfen sind, sollten sie nicht allein als Basis für eine Arbeitgebermarkenstrategie genutzt werden. Ein Vergleich der einschlägigen deutschen Studien zu den
Bewerberpräferenzen zeigt ein sehr uneinheitliches, stets wechselndes Bild. Sie sind deshalb für sich allein genommen keine verlässliche Planungsgrundlage für eine Arbeitgeberpositionierung, die bestenfalls mehrere Jahre Bestand haben und auf der eigenen Identität als Arbeitgeber und nicht nur auf den zeitgeistigen Erwartungshaltungen heterogener Zielgruppen basieren sollte. In wirtschaftlichen Krisen gewinnen zum Beispiel Werte wie Arbeitsplatzsicherheit, Kultur und Weiterbildungsmöglichkeiten an Bedeutung, die in erfolgreichen Jahren für die Mehrheit der Bewerber eine tiefe Relevanz haben. Jüngere Forschung beschäftigt sich verstärkt mit den Herausforderungen des Employer Branding in der Krise.